# 하미나

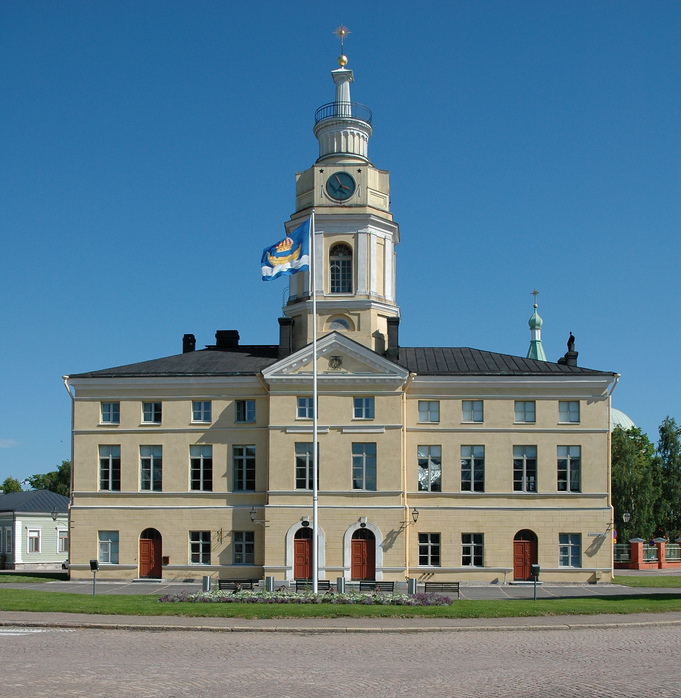
하미나 시청

하미나의 위치

하미나(핀란드어: Hamina, 스웨덴어: Fredrikshamn 프레드릭스함[*])는 핀란드 남부 퀴멘락소 지역에 위치한 도시로, 면적은 1,155.17km2, 인구는 21,249명(2013년 2월 28일 기준), 인구 밀도는 34.86명/km2이다.
1336년 베흐칼라흐티(핀란드어: Vehkalahti, 스웨덴어: Veckelax 베켈락스[*])라는 이름으로 문헌에 처음으로 등장했다. 1653년 베흐켈라티에서 분리되어 신설되었으며 1743년 러시아-스웨덴 전쟁 당시에 러시아 제국에 정복되었다. 1809년 프레드릭스함 조약에 따라 스웨덴은 핀란드(라플란드, 올란드 제도 포함)를 러시아 제국에 넘겨주게 된다.

시 문장

## 자매 도시
- 스웨덴 팔룬
- 에스토니아 파이데
- 노르웨이 뢰로스

## 같이 보기
- 마리에함